# Болгаро-латвийские отношения
Болгаро-латвийские отношения — двусторонние дипломатические отношения между Болгарией и Латвией. Болгария представлена в Латвии через посольство в Варшаве (Польша) и через почетное консульство в Риге. Латвия представлена в Болгарии через свое посольство в Варшаве (Польша) и через почетное консульство в Софии. Страны являются полноправными членами Европейского союза и НАТО.